# كاغا موراكوشي
كاغا موراكوشي (باليابانية: 村越 凱光) (مواليد 7 أكتوبر 2001) هو لاعب كرة قدم ياباني.

## وصلات خارجية
- كاغا موراكوشي على موقع رابطة كرة القدم اليابانية للمحترفين (اليابانية)
- كاغا موراكوشي على موقع قاعدة بيانات كرة القدم.إي يو (الإنجليزية)
- كاغا موراكوشي على موقع Soccerway.com (الإنجليزية)
- كاغا موراكوشي على موقع عالم كرة القدم.نت (الإنجليزية)